# Обильный (Ростовская область)
Оби́льный — хутор в Целинском районе Ростовской области.
Входит в состав Ольшанского сельского поселения.

## География
Хутор находится вблизи границы с Зерноградским районом, на расстоянии примерно 32 км к северу от посёлка Целина, административного центра района. Ближайший населённый пункт — село Ольшанка.

## Население
| 2010 |
| ---- |
| 8    |

## Улицы
На хуторе имеется одна улица — Центральная.